# Погоріле (зупинний пункт)
Погоріле (біл. Пагарэлае) — зупинний пункт Могильовського відділення Білоруської залізниці в Осиповицькому районі Могильовської області. Розташований за 1,1 км на північний захід від села Погоріле; на лінії Верейці — Гродзянка, поміж зупинним пунктом Уборок і станцією Гродзянка.